# Helena Jošková
Milena Blahoutová (Dubňany, 8 de enero de 1939-19 de diciembre de 2018) fue una jugadora de baloncesto checoslovaca. Consiguió 8 medallas en competiciones oficiales con Checoslovaquia.
Fue parte de la selección del equipo de baloncesto checoslovaco, para el cual jugó 270 partidos entre 1959 y 1974 y tuvo una participación significativa en los resultados deportivos logrados. Participó tres veces en el Campeonato Mundial y siete veces en el Campeonato Europeo de Baloncesto Femenino, donde ganó ocho medallas, cuatro de las cuales son de plata para el segundo lugar (1964, 1971 y 1962, 1966) y cuatro medallas de bronce para el tercer lugar (1967 y 1960, 1964, 1972). Cuatro veces (1964, 1962, 1966, 1970). Fue galardonada como la mejor anotadora del equipo de representación checoslovaco.